# Takmak (rejon dawlekanowski)
Takmak (ros. Такмак, baszk. Тукмаҡ) – wieś (ros. деревня, trb. dieriewnia) w Baszkirii w rejonie dawlekanowskim. 1 stycznia 2009 roku wieś zamieszkiwały 3 osoby.